# Antonín Sochor

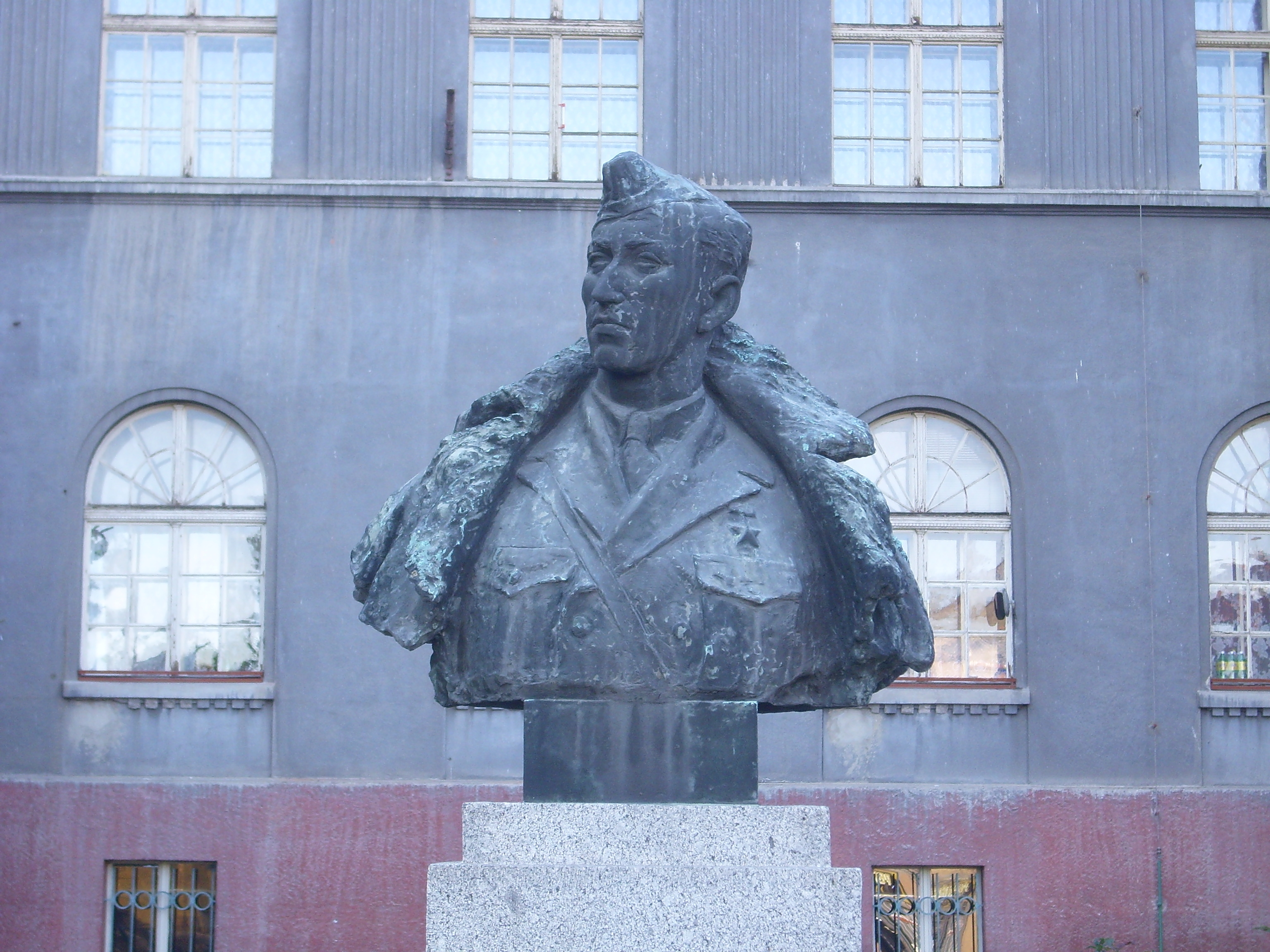
Busta Antonína Sochora u základní školy v Duchcově

Genmjr. Antonín Sochor (16. června 1914, ve vestfálském Lohbergu – 16. srpna 1950, v Jablonném v Podještědí) byl československý voják, nositel Řádu Bílého lva, nositel řádu Hrdina Sovětského svazu a dalších sedmi řádů a čtrnácti vyznamenání celkem pěti různých států.

## Před válkou
Antonín Sochor se narodil v hornickém městečku Lohberg (dnes místní část obce Dinslaken, Německo, spolková země Severní Porýní-Vestfálsko). Jeho otec tam pracoval na šachtě, a když byl po vypuknutí první světové války povolán na (italskou) frontu, vrátila se jeho manželka s dětmi do severočeského Duchcova k rodičům.
Poté, co na rodinu dolehla hospodářská krize 30. let, nemohl Antonín Sochor dokončit obchodní akademii v Teplicích a roku 1933 musel nastoupit do skláren jako dělník. V říjnu 1936 nastoupil prezenční vojenskou službu v Trenčíně. O dva roky později absolvoval poddůstojnickou školu tamtéž.
Během mobilizace sloužil na Slovensku a i poté zůstal v armádě jako délesloužící poddůstojník. Po vzniku Protektorátu se vrátil do Duchcova, tam však byl po konfliktu s henleinovci zatčen a v květnu 1939 internován v pracovním táboře Bitterfeld u Lipska. V továrně, kde pracoval, se mu podařilo provést několik sabotáží. Aby se pak dostal pryč z pracovního tábora a tak i mimo podezření, zažádal o vstup do německého Wehrmachtu, a jakožto německý rodák, navíc bydlištěm v Sudetech, byl odveden. Dostal krátkou dovolenou na vyřízení náležitostí a odjel do Duchcova, odkud se mu i přes dohled gestapa podařilo odejít do polského exilu, když před tím ještě stihl hodit do rybníka nacistického starostu města Kutscheru-Hasslingera. V létě 1939 se pak v Polsku přihlásil do řad Československé vojenské skupiny Ludvíka Svobody, tzv. Československého legionu.

## Válečné období

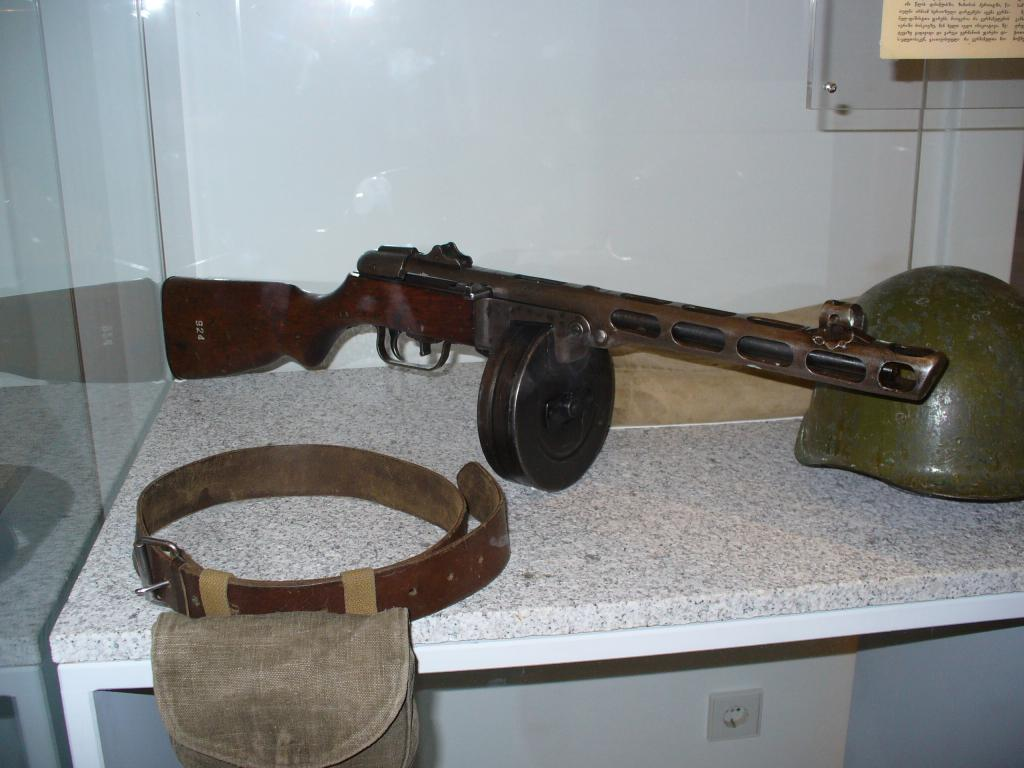
Samopal PPŠ-41

Po vypuknutí druhé světové války 1. září 1939 byl Československý legion internován v Sovětském svazu. Jeho příslušníci pak prošli několika pracovními tábory jako Jaromlince, Oranki či Suzdal.
Když pak na přelomu let 1941/42 vznikal 1. československý samostatný polní prapor, byl Antonín Sochor, již jako podporučík, jmenován v únoru 1942 velitelem výcvikové čety, v říjnu pak převzal velení čety průzkumníků. Mezitím, 17. září 1942, se oženil s příslušnicí 1. polního praporu Štěpánkou Cejzlarovou.
Sochorovi průzkumníci dostali do výzbroje pro československé vojáky do té doby téměř neznámý druh zbraně – samopal (PPŠ-41).[zdroj?] Jedním ze Sochorových úkolů tak bylo zavést tuto novou zbraň do československého vojska.[zdroj?]
V lednu 1943 odjel s praporem na frontu a 6. března 1943 byl pověřen vykonáním první bojové akce 1. polního praporu – průzkum okolí obce Sokolovo. On a jeho muži rozkaz splnili, v přestřelce dokonce zlikvidovali skupinu německých tankistů[zdroj⁠?!] (proti československým vojákům tu stáli muži elitních tankových jednotek Waffen-SS[zdroj⁠?!] 1. SS-Panzer-Division Leibstandarte-SS Adolf Hitler[zdroj⁠?!] a 3. SS-Panzer-Division Totenkopf[zdroj⁠?!]). O dva dny později pak aktivně bojoval v bitvě u Sokolova. Přestože utrpěl lehké zranění, vytrval v boji až do večera a teprve v noci se stáhl se zbylými vojáky za řeku Mžu. 10. března byl se svým zraněním převezen do nemocnice v Charkově, ten byl 13. března dobyt jednotkami SS, avšak Sochor dokázal z obsazeného města uniknout, dokonce s sebou z Charkova vyvedl další dva raněné Čechy, zdravotnici voj. Marii Pišlovou a voj. Viléma Rawka, čímž sobě i jim zachránil život, neboť Němci československé vojáky hospitalizované ve zdejší nemocnici postříleli. Za statečnost v boji a odvahu při záchraně raněných z Charkova byl vyznamenán Československým válečným křížem 1939 a sovětským Řádem Rudého praporu.
3. července 1943 byl jmenován velitelem motorizované roty 1. československé samostatné brigády, na kterou se mezitím 1. polní prapor transformoval, a 1. září 1943 se mu narodil syn Ludvík.
5. listopadu 1943 zahájila 1. československá brigáda útok na Kyjev a por. Sochor znovu vedl své muže do boje. Útok se zkomplikoval a rozhodování přešlo na střední důstojnický kádr. Antonín Sochor v těchto pro brigádu kritických chvílích jasně prokázal svoje velitelské schopnosti, rozhodnost, odvahu a statečnost. Např. když se němečtí vojáci kryli za těla civilistů, jež používali jako živé štíty, rozhodl se bleskově pro akci a přes zahrady sousedních domů se mu podařilo Němce obejít, vpadnout jim do boku a zlikvidovat je. Spolu s tanky Josefa Buršíka a Richarda Tesaříka dosáhli Sochorovi samopalníci jako první břehů Dněpru.
Za statečnost v boji při osvobozování Kyjeva byl por. Antonín Sochor vyznamenán podruhé Československým válečným křížem 1939 a 21. listopadu 1943 mu pak byla udělena Zlatá hvězda Hrdiny SSSR.
Antonín Sochor o sobě dával vědět v bojích na frontě i dále – za vynikající velení v bojích u Bilé Cerkve, kde např. vyvedl své vojáky z obklíčení, byl znovu vyznamenán Československým válečným křížem 1939. V lednu 1944 byl podruhé lehce raněn. 13. dubna 1944 se stal velitelem motorizovaného praporu samopalníků 1. čs. samostatné brigády, zúčastnil se Karpatsko-dukelské operace, kde několik dní dobýval se svým praporem kótu 534. Při jednom z útoků na silně opevněnou kótu byl 14. září 1944 těžce zraněn. Podařilo se ho evakuovat do nemocnice v Odrzykoni, kde mu z těla vyoperovali 218 střepin. Tři měsíce pak strávil v rekonvalescenci. Po doléčení pak působil ve štábních funkcích a válku zakončil již v hodnosti štábního kapitána.

## Poválečné období
Dne 5. května 1946 obdržel dekrety o čestném občanství města Duchcova jako uznání za zásluhy vykonané v boji proti nacismu.
Po osvobození ČSR zůstal v armádě, absolvoval v letech 1945/47 Vysokou školu válečnou, jako major pak sloužil na velitelství 1. divize v Praze a od července 1948 na Hlavním štábu čs. branné moci.
11. dubna 1947 se mu narodila dcera Eva.
Od srpna do prosince 1948 byl velitelem brigády židovských dobrovolníků ve výcviku pro Obranné síly Izraele na střední Moravě (VVT Libavá). V září 1949 byl jmenován profesorem pěchotního učiliště v Milovicích u Prahy a současně velitelem školy středních velitelů. 1. července 1950 byl povýšen na podplukovníka.

## Smrt

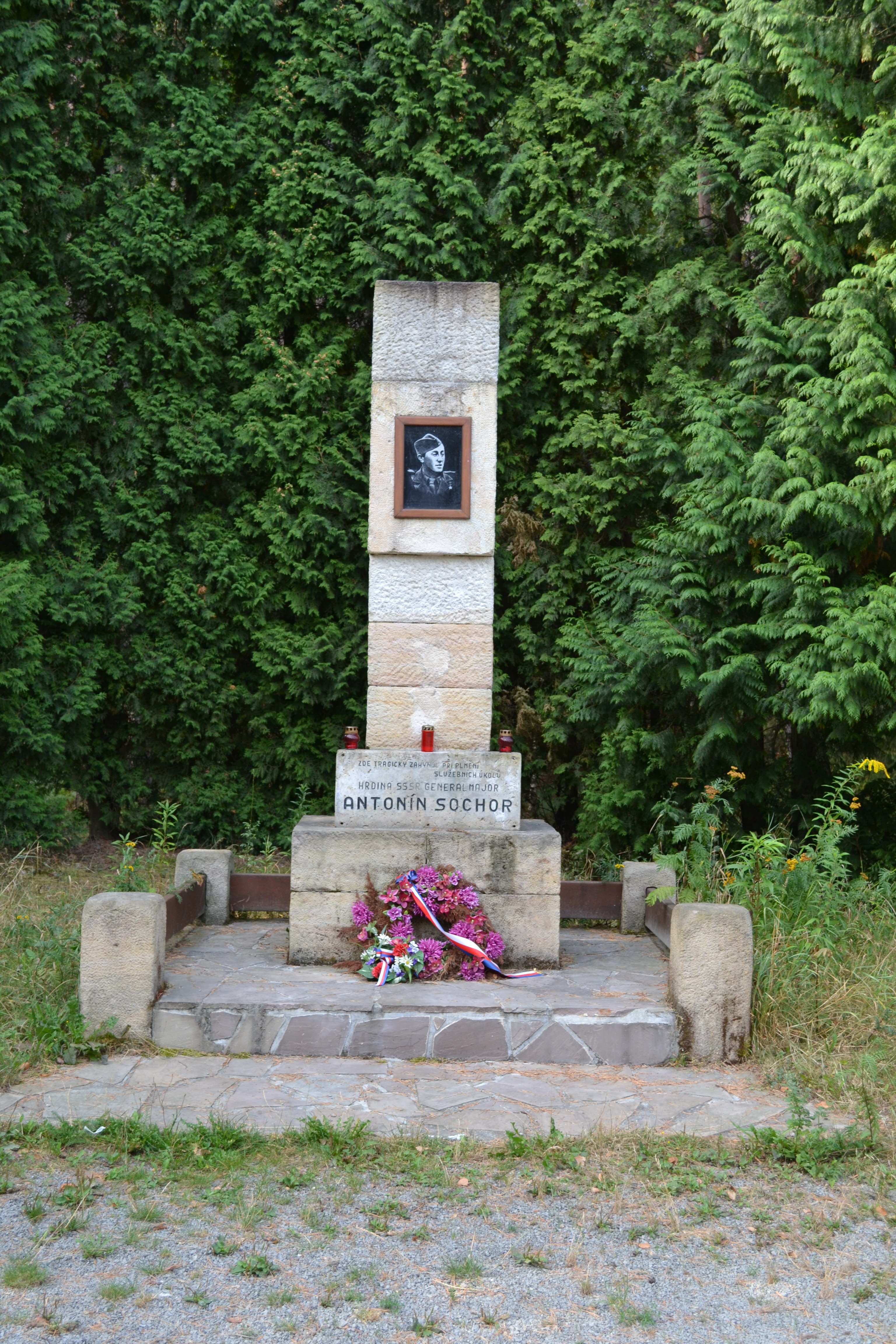
Památník A. Sochora na místě jeho nehody ve vojenském prostoru Ralsko

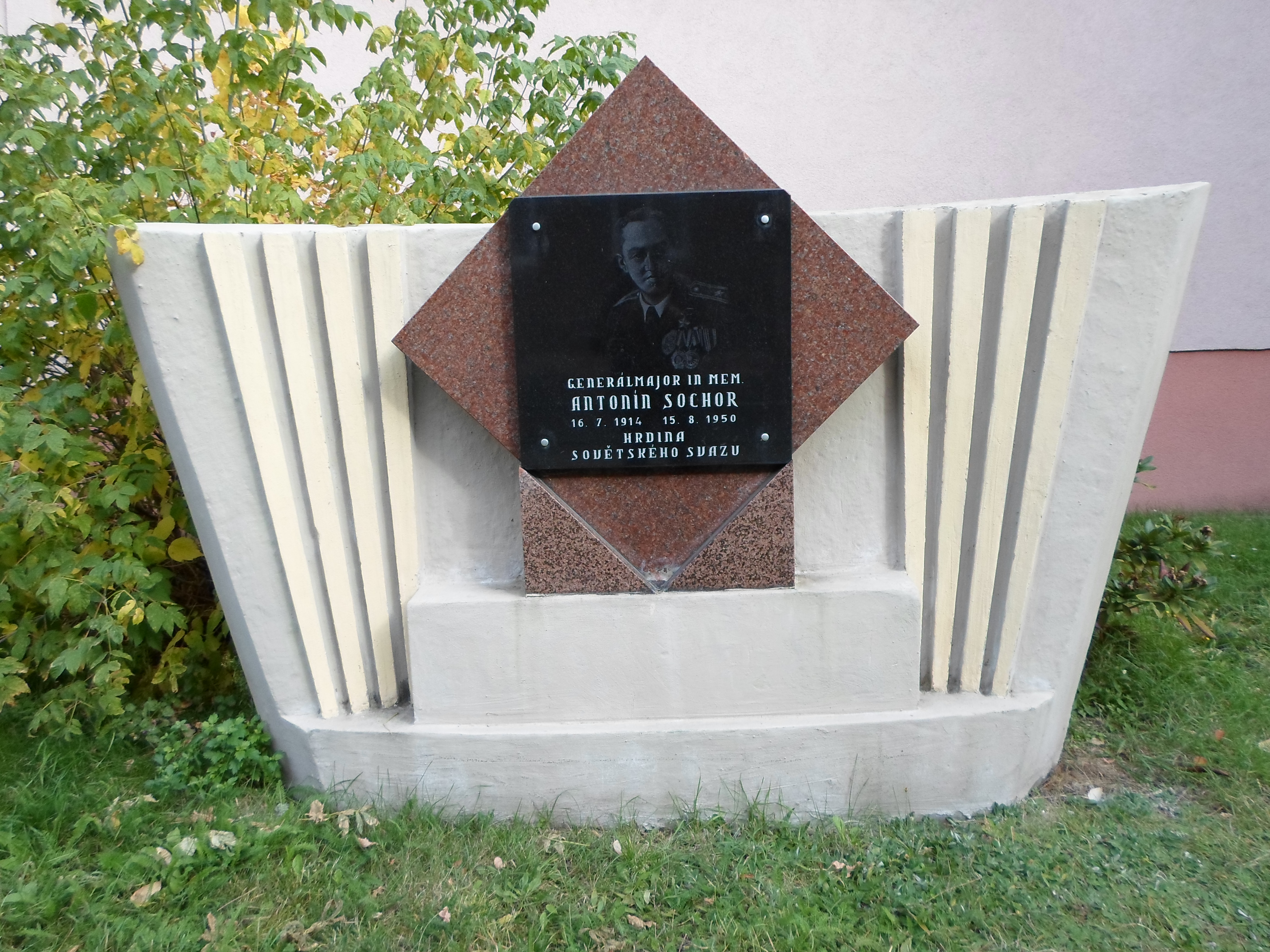
Památník A. Sochora v Jirkově na Chomutovsku

V noci z 15. na 16. srpna 1950 došlo ve vojenském výcvikovém prostoru Mimoň, u obce Hamr na Jezeře poblíž Stohánku ke srážce těžkého vojenského nákladního vozidla výsadkářů se štábním vozem Škoda 1101 VO podplukovníka Sochora. Těžký nákladní automobil výsadkářů narazil do osobního vozu z pravé strany, kde na místě spolujezdce seděl právě Antonín Sochor, který byl nárazem těžce zraněn. Sochorův řidič se snažil jízdou vlevo srážce vyhnout, dle stop na vozovce a postavení vozidel po nehodě bylo zřejmé, že velmi silný náraz a následné odtlačení osobního vozidla mimo vozovku bez sebemenší reakce brzdění nebo vyhýbání, nebyla jen náhodná nehoda, při které Sochor utrpěl těžká poranění hlavy, kterým 16. srpna podlehl v nemocnici v Jablonném v Podještědí. Pohřeb zesnulého se konal v pondělí 21. srpna 1950 v 16:00 hod. průvodem z Památníku osvobození v Praze-Žižkově do krematoria Praze-Strašnicích, kde byly pozůstatky zesnulého zpopelněny. Jeho smrt dosud obestírají určité nejasnosti. Mnoho lidí bylo a je přesvědčeno, že nešlo o nehodu, ale o pečlivě naplánovaný atentát. Stal se totiž nepohodlným některým mocným lidem nového režimu, především fanatickému komunistovi Bedřichu Reicinovi. Sochor měl mít také určité rozepře (částečně osobního charakteru) s ministrem národní obrany a zetěm prezidenta Klementa Gottwalda Alexejem Čepičkou. Když se Sochor vracel v roce 1949 z Izraele, byl jeho letoun během přeletu napaden palbou neidentifikovaného stíhače a musel nouzově přistát na Maltě. To bylo později označováno jako první pokus o atentát na Sochora. Že o jeho život usilovali, potvrdil i syn Ludvík, když ve vzpomínkách uvedl, že otec hovořil s matkou o tom, že na jeho automobil bylo dvakrát stříleno, že ho chtějí zabít a že už neudělá ani krok bez nabitého samopalu. Podezřele působí také fakt, že na organizaci záchrany jeho života se podílel právě Bedřich Reicin, známý svou nenávistí k členům tzv. Orancké skupiny, kam patřil i Sochor. Reicin měl údajně vynikajícího neurochirurga brig. gen. MUDr. Josefa Škvařila o nehodě informovat záměrně pozdě, ovšem tehdejší vedoucí lékař výsadkového praporu ve Stráži pod Ralskem MUDr. Zdeněk Klouček uvedl, že Sochorova zranění byla tak vážná, že by nebylo možné zachránit mu život ani dnešními prostředky.
Okolnosti Sochorovy nehody po roce 1989 vyšetřoval policejní Úřad dokumentace a vyšetřování zločinů komunismu, který v roce 2009 vyšetřování uzavřel se závěrem, že nešlo o zinscenovanou dopravní nehodu.

## Vyznamenání

### Titul
- Hrdina Sovětského svazu, Zlatá hvězda, udělen 12. 12. 1943 (SSSR)

### Řády
- Československý válečný kříž 1939, udělen 4× (ČSR)
- Řád Bílého lva, Za vítězství, zlatá medaile (ČSR)
- Řád Slovenského národního povstání, I. třídy (ČSR)
- Řád Lenina, udělen 21. 12. 1943 (SSSR)
- Řád Rudého praporu (SSSR)
- Řád Virtuti Militari , V. třídy - Stříbrný kříž (Polsko)
- Řád rumunské hvězdy[8], rytíř s meči na válečné stuze (Rumunsko)
- Řád rumunské koruny, V. třída s meči (Rumunsko)
- Řád Za službu národu[9], I. stupeň (Jugoslávie)

### Medaile
- Československá medaile Za chrabrost před nepřítelem, udělena 2× (ČSR)
- Medaile Za zásluhy, II. stupně (ČSR)
- Sokolovská pamětní medaile[10] (ČSR)
- Dukelská pamětní medaile (ČSR)
- Pamětní medaile československé armády v zahraničí, se štítkem SSSR (ČSR)
- Junácký kříž Za vlast 1939–1945[11], II. stupeň (ČSR)
- Čestný odznak absolventa Vysoké válečné školy, ročník 1947 (ČSR)
- Medaile Za vítězství nad Německem 1941–1945[12] (SSSR)
- Medaile Za osvobození Prahy (SSSR)

## Uctění památky

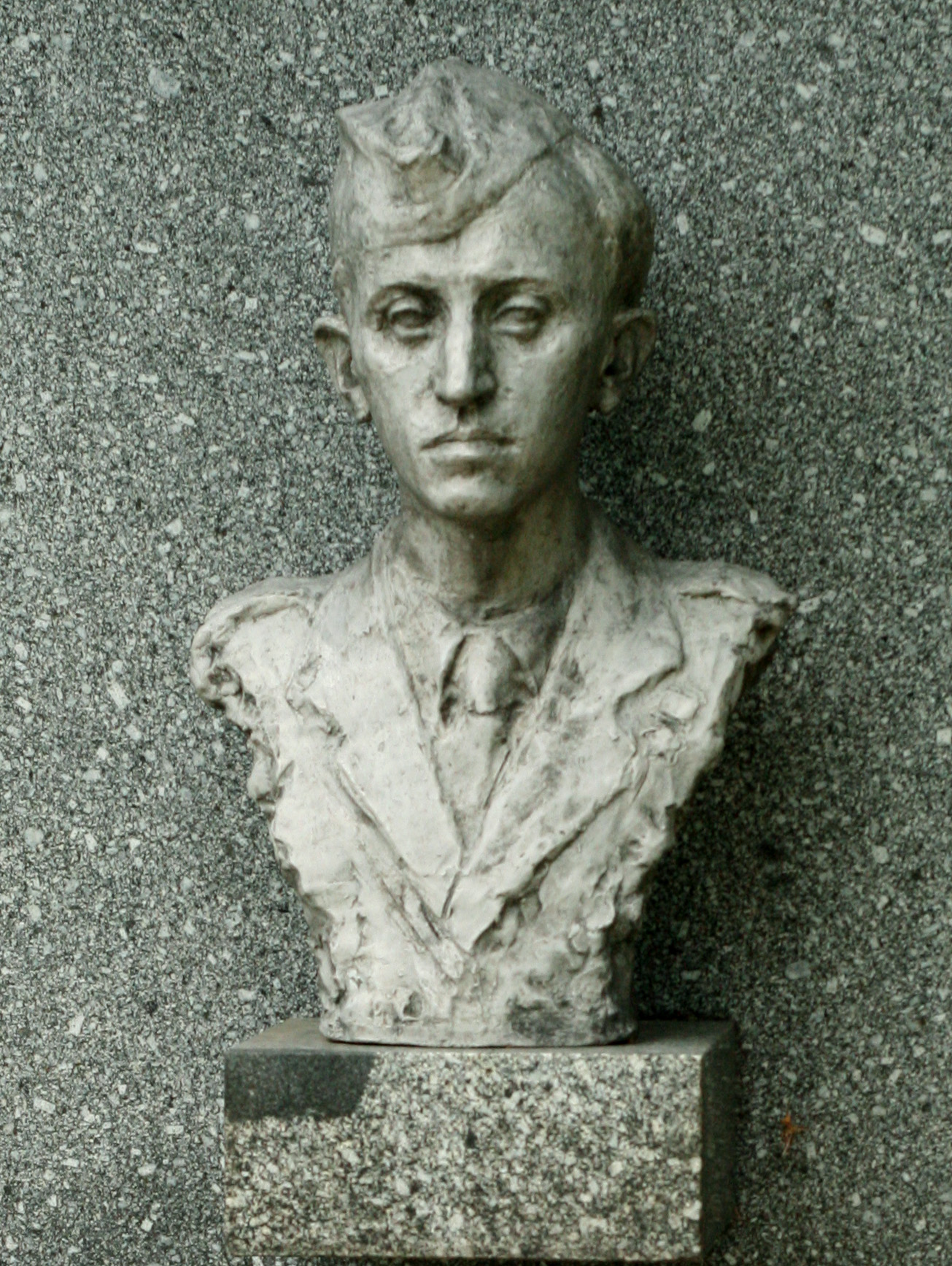
Busta A. Sochora v „Aleji hrdinů“ v Dukelském průsmyku (autor Ján Kulich)

- 6. října 1955 byl plukovník Antonín Sochor povýšen do hodnosti generálmajora in memoriam.
- Od roku 1994 je urna s jeho popelem uložena v rodinném hrobě v Dobříši po boku manželky Štěpánky.[13]
- Jeho busta se nachází:
  - v Duchcově před základní školou
  - ve Stráži pod Ralskem před základní školou[14]
  - v Milovicích před bývalou vojenskou školou[15]
  - na čestném pohřebišti u Dukelského památníku
- Na místě jeho tragické nehody nedaleko přírodní památky Stohánek u Hamru na Jezeře je zbudován pomník, ve kterém byla do roku 1955 uložena urna s jeho popelem.[16]
- Na památníku Matka-vlast v Kyjevě je uvedeno jeho jméno mezi spolu s dalšími hrdiny Sovětského svazu[17]
- Jeho jménem jsou pojmenovány ulice v Brandýse n. L., Mostě, Nymburce, Olomouci, Oloví, Ostravě, Praze, Táboře, Teplicích, Třebíči, Charkově, Buzuluku, Vyškově a Kutné Hoře
- Jeho jméno nesou též MŠ v Mostě a ZŠ v Duchcově.
- Ve Stráži pod Ralskem se každoročně pořádá Memoriál Antonína Sochora
- Ve filmu Sokolovo režiséra Otakara Vávry ztvárnil postavu ppor. Sochora herec Rudolf Jelínek